# Dipterostemon capitatus
Il giacinto selvatico (Dipterostemon capitatus (Benth.) Rydb., 1912) è una pianta perenne monocotiledone appartenente alla famiglia delle Asparagaceae. È l'unica specie nota del genere Dipterostemon .

## Distribuzione e habitat
Questa specie è ampiamente diffusa lungo la costa ovest degli Stati Uniti, in particolare della California. Cresce tra il livello del mare e i 2300 m.
Fiorisce principalmente in primavera, tra febbraio e aprile, con anticipi a dicembre nel sud, per terminare verso giugno-luglio nelle popolazioni a più elevata altitudine. Molto abbondante nei boschi più radi e nelle praterie, si può trovare anche in altri tipi di habitat. I fiori, di colore variabile dal rosa al blu, hanno sei tepali.